# Platycnemis subdilatata
Platycnemis subdilatata – gatunek ważki z rodziny pióronogowatych (Platycnemididae).